# Juan Enrique Jurado
Juan Enrique Jurado (Caiza, Bolivia; 9 de junio de 1954) es un cantautor boliviano de música folklórica. También fue un político durante trece años en el gobierno de Evo Morales.

## Historia.
Nació en Caiza, en la Provincia del Gran Chaco (región fronteriza con Argentina, en el Departamento de Tarija).
Comenzó su carrera artística a los 20 años. Entre sus discos se encuentran "Juan Enrique Jurado", "Quiero", "Lo mejor de Juan Enrique Jurado" y "Esclavo y rey".
Su estilo musical es típico de su región, muchos de sus éxitos incluyen "No puedo olvidarte", "Yacuiba de antaño", "Por tu amor", "Chacarera enamorada", "Salomon el bailador", "Nostalgias del Chaco", "Experiencias de la vida", "Pedime que vuelva", y sus dos canciones más reconocidas, "Rojo, amarillo y verde" y "La patria", que refleja el sentir por su patria natal. En su juventud compuso "Grito de libertad", que está dedicada a la mediterraneidad de Bolivia.
Jurado se postuló para senador por el Movimiento al Socialismo (MAS), y resultó elegido el 6 de diciembre de 2009, en representación del Departamento de Tarija.